# Эбервейн, Иоганн Кристиан
Иоганн Кристиан Эбервейн (Эбервайн, нем. Johann Christian Eberwein; 31 августа 1752, Вайсензе — 15 октября 1834, Рудольштадт) — немецкий скрипач, дирижёр и композитор. Брат Александра Бартоломеуса Эбервейна.
Родился в семье Иоганна Кристофа Эбервейна (1728—1776), городского музыканта в Вайсензе. В 1771 году поступил скрипачом в придворный оркестр в Гессен-Гомбурге. Давал уроки музыки Гессен-Гомбургской принцессе Каролине. C 1791 года играл в оперном оркестре Франкфурта-на-Майне. К этому времени принцесса Каролина вышла замуж за князя Шварцбург-Рудольштадта Людвига Фридриха II, вследствие чего Эбервейн в 1794 году был приглашён занять пост концертмейстера в придворной капелле. В 1797—1817 гг. её капельмейстер, хотя после перенесённого им в 1809 году инсульта фактически капеллой уже руководил его племянник Максимилиан Эбервейн.
Эбервейну принадлежат симфонии, скрипичные и гобойные концерты.